# AD-Haringtest

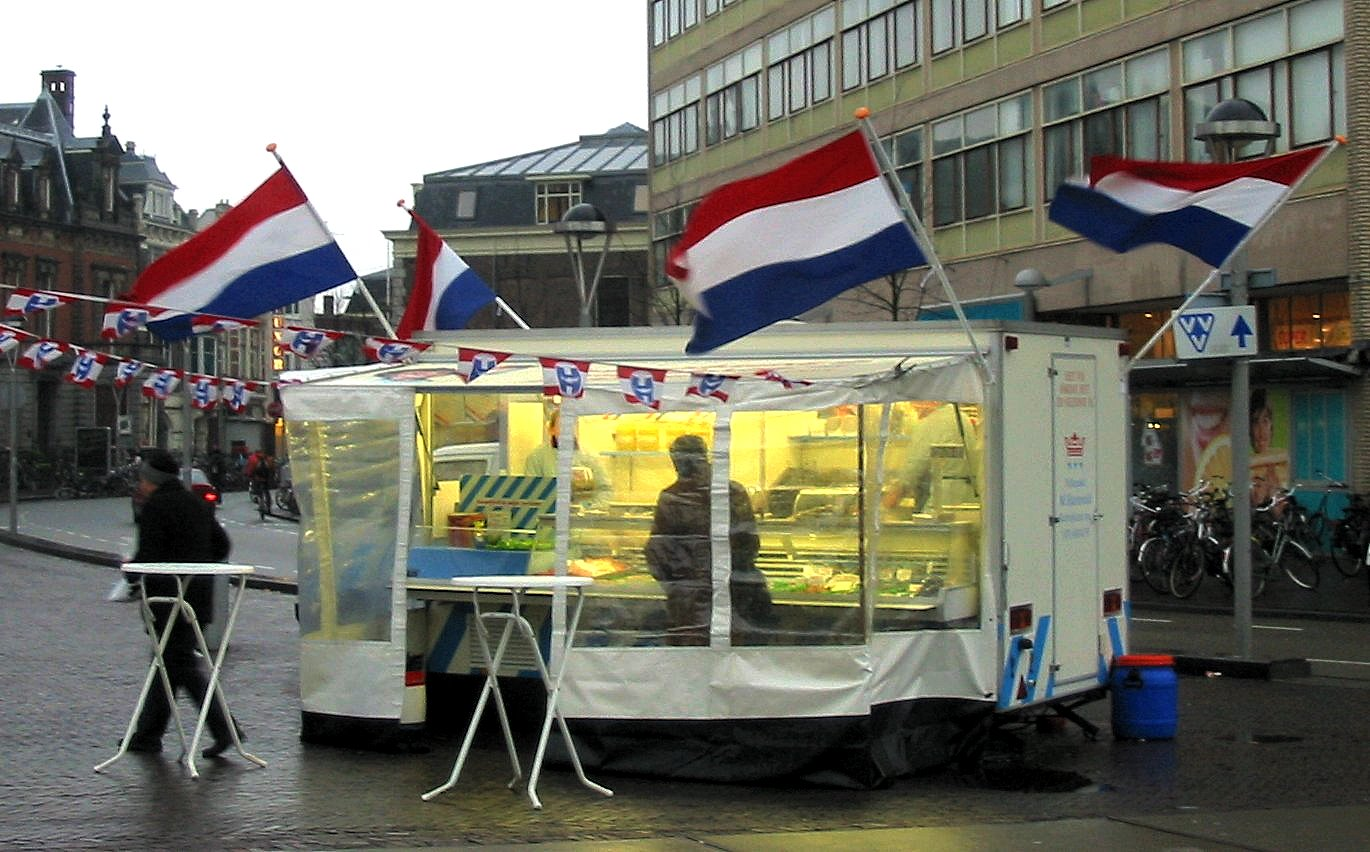
Viskraam in Leiden

De AD-Haringtest was een sinds 1981 door het oorspronkeljk Rotterdamse dagblad Algemeen Dagblad (AD) jaarlijks gehouden onderzoek naar de lekkerste haring van Nederland. Hiervoor bezochten twee redacteurs van het AD en een professionele haringdeskundige (een zogenaamde keurmeester) een aantal door lezers genomineerde verkooppunten in geheel Nederland. De haring werd ook naar een lab gestuurd voor een aantal metingen. Na bepalen van een voorlopige ranking, werden de "top tien" zaken opnieuw bezocht om de eerdere beoordeling en ranking te controleren. De laatste test werd gehouden in 2017.
Het dagblad deed over meerdere pagina's en ook op hun website verslag van wat er aangetroffen werd.

## Richtlijnen van de test
De keurmeesters beoordeelden de vis op onder meer hygiëne, smaak en kwaliteit van schoonmaken. Bovendien wilden ze dat het schoonmaken op het laatste moment gebeurde, in het zicht van de consument. Er werden minpunten gegeven in het geval van:
- bij de verkoop de haring met handen vastpakken in plaats van met vork (-0,5 punt)
- temperatuur tussen 7,1°C en 9,9°C (-0,5 punt)
- temperatuur van 10°C of hoger (-1 punt)
- bacteriologische waarschuwingsfase volgens normen van Hygiënecode Visdetailhandel (-0,5 punt)

Bacteriologisch boven de afkeuringsnorm betekende in ieder geval 0 punten.
Het klassement was gebaseerd op een eindcijfer van nul tot tien. In geval van gelijke eindcijfers boven de nul, werd de bewaartemperatuur gebruikt om een volgorde aan te brengen (men gaf de voorkeur aan lagere temperatuur).

## Kritiek op de test
In 2017 kwam er kritiek op de test. Volgens onderzoeker en econoom Ben Vollaard van de Tilburg University gaf de test een oneerlijke voorsprong aan vishandels in de omgeving van Rotterdam, en bovendien had een van de panelleden een belang bij een van de haringgroothandels (Atlantic, uit Scheveningen). Viszaken die bij deze groothandel hun haring afnamen, kregen gemiddeld 3,6 punten meer dan degenen die elders hun vis inkochten. Ook woonde de keurmeester de laatste twee jaar boven de winnende zaak. Het AD weersprak dat de wedstrijd oneerlijk verliep en merkte op dat Vollaard een aantal slecht scorende zaken die wel haring van Atlantic kregen over het hoofd had gezien. In december 2017 klaagden twee visboeren de krant aan wegens smaad en laster en eisten een schadevergoeding voor geleden schade.
Op 1 juni 2018 werd door het AD bekendgemaakt dat de krant stopte met zowel de AD-Haringtest, de AD-Oliebollentest, als de AD-Friettest. Als reden werd gegeven dat over smaak wel te twisten viel. De krant diende een klacht tegen Vollaard aan bij de Commissie Wetenschappelijke Integriteit van de Tilburg University, omdat hij volgens het AD zijn onderzoek deels gebaseerd zou hebben op verkeerde berekeningen en gegevens. De aanklacht werd ongegrond verklaard in Tilburg. Naar het oordeel van de commissie duidt "de aanpak en de wijze van uitvoering van het onderzoek niet op enige schending van een principe voor goed wetenschappelijk onderzoek". De principes waar de commissie op heeft getoetst omvatten eerlijkheid en zorgvuldigheid, betrouwbaarheid, controleerbaarheid, onpartijdigheid, onafhankelijkheid en verantwoordelijkheid. Na hoger beroep bij het Landelijk Orgaan Wetenschappelijke Integriteit (LOWI) werd dat oordeel bevestigd. In een publicatie in het peerreviewed tijdschrift Scandinavian Journal of Statistics in 2023 lieten Fengnan Gao en Richard Gill zien dat er een aantal denkfouten in de argumentatie van Vollaard zitten.

## Winnaars vanaf 2002
- 2017 - Vishandel Ruud den Haan, Rotterdam
- 2016 - Vishandel Simonis, Scheveningen
- 2015 - Vishandel Simonis, Scheveningen
- 2014 - Vishandel Atlantic, Rotterdam
- 2013 - Vishandel Atlantic, Leiden
- 2012 - Vishandel Atlantic, Leiden
- 2011 - Vishandel Simonis, Scheveningen
- 2010 - Vishandel Koning, Rijswijk
- 2009 - Schmidt Zeevis, Rotterdam
- 2008 - Visgilde Oosterschelde, Bergen op Zoom
- 2007 - Visgilde Oosterschelde, Bergen op Zoom
- 2006 - Vishandel Koning, Rijswijk
- 2005 - Visgilde Steehouwer, Hendrik-Ido-Ambacht
- 2004 - Vishandel Koning, Rijswijk
- 2003 - Schmidt Zeevis, Rotterdam
- 2002 - Schmidt Zeevis, Rotterdam